# Beyond Hypothermia
Pour plus de détails, voir Fiche technique et Distribution.
Beyond Hypothermia (攝氏32度, Sip si 32 dou) est un film hongkongais réalisé par Patrick Leung, sorti le 18 octobre 1996.

## Synopsis
Ce film relate les relations entre une tueuse dont la température corporelle est de 32 degrés Celsius, et d'un petit restaurateur du nom de Bill Long Shek. La meurtrière aux mains froides est une jeune femme élevée par sa tante comme on fabrique une machine à tuer. Elle est efficace et rapide, au point même que Bill la surnommera "pretty ghost", et ne laisse pas de témoin. Bill est un vendeur de nouilles, ancien membre d'une triade. Il fit la connaissance de la tueuse, une nuit alors qu'il s'apprétait à fermer son restaurant. Très vite intrigué par cette femme, il va au fur et à mesure tomber sous son charme et son mystère.

## Fiche technique
- Titre : Beyond Hypothermia
- Titre original : 攝氏32度 (Sip si 32 doe)
- Réalisation : Patrick Leung
- Scénario : Roy Szeto
- Production : Johnnie To et Catherine Chan
- Musique : Ben Cheung et Billy Chung
- Photographie : Arthur Wong
- Montage : Wong Wing-ming
- Pays d'origine : Hong Kong
- Format : Couleurs - 1,85:1 - Stéréo - 35 mm
- Genre : Action, romance et thriller
- Durée : 90 minutes
- Date de sortie : 18 octobre 1996 (Hong Kong)

## Distribution
- Jacklyn Wu : Shu Li Han
- Han Sang-woo : Yichin
- Lau Ching-wan : Bill Long Shek
- Shirley Wong : La tante